# Gareth Coker
Pour les articles homonymes, voir Coker.
Gareth Coker est un compositeur britannique né en 1984. Il est particulièrement reconnu pour son travail sur le jeu vidéo, notamment pour Ori and the Blind Forest et sa suite Ori and the Will of the Wisps, Ark: Survival Evolved et Halo Infinite.

## Biographie

### Jeunesse et formation
Gareth Coker naît le 7 mai 1984 au Royaume-Uni.
Il commence l'apprentissage de la musique dès ses huit ans, avec le piano, puis commence à composer à l'adolescence. Il fait alors partie d'un orchestre de jazz et commence à maîtriser l'improvisation,.
Jeune, il découvre le jeu vidéo, avec des point and click comme Grim Fandango ou des jeux de stratégie, et plus tard les licences Final Fantasy et Deux Ex.
Il étudie à l'Académie Royale de Musique de Londres, où il est admis a dix-sept ans,.

### Parcours professionnel
Après ses études, Gareth Coker part au Japon pour y enseigner l'anglais, puis recommence à composer au début des années 2010. Il compose alors la musique de deux jeux vidéo.
Il est approché par Thomas Mahler, le fondateur de Moon Studios, afin de composer la musique de son projet, Ori and the Blind Forest, sorti en 2015. Il composera la bande-son de sa suite sortie en 2020, Ori and the Will of the Wisps,.

## Compositions
Gareth Coker compose la bande-son de plusieurs jeux vidéo.2011
- inMomentum

2012
- Primal Carnage

2014
- Extensions sur la mythologie chinoise et grecque de Minecraft

2015
- Ark: Survival Evolved
- Ori and the Blind Forest
- The Mean Greens

2017
- The Unspoken

2019
- Darksiders Genesis

2020
- Immortals Fenyx Rising
- Ori and the Will of the Wisps

2021
- Halo Infinite (avec Joel Corelitz (en) et Curtis Schweitzer)
- Ruined King: A League of Legends Story

2022
- Mario + The Lapins Crétins: Sparks of Hope (avec Grant Kirkhope et Yoko Shimomura)

2023
- The Mageseeker: A League of Legends Story

2024
- Prince of Persia: The Lost Crown
- Ark II (en production)

## Distinctions
L’œuvre musicale de Gareth Coker est régulièrement récompensée, notamment lors de cérémonies liées au jeu vidéo.
Ses partitions pour Moon Studios en particulier sont plébiscitées par ses pairs : celle d’Ori and the Blind Forest aux DICE Awards (meilleure composition originale), aux G.A.N.G. Awards (Rookie of the Year, Audio of the Year, nommé pour Music of the Year) et aux BAFTA Awards (nommé pour Best Music) ; celle d’Ori and the Will of the Wisps est nommée aux DICE Awards, aux G.A.N.G. Awards et aux BAFTA Awards et remporte le prix de Best Original Video Game Score aux Ivor Novello Awards.
En 2022, son travail pour Halo Infinite est nommé aux BAFTA Awards.